# Sour
Sour (em árabe: الصور) é uma cidade e comuna localizada na província de Mostaganem, Argélia. De acordo com o censo de 2008, a população total da cidade era de 22 673 habitantes.